# Go-En'yū
Go-En'yū (後円融, 11 de janeiro de 1359 – 6 de junho de 1393) foi o quinto imperador da Corte do Norte do Japão.

## Vida
Antes de sua ascensão ao trono Nanboku-cho, seu nome era Ohito.  Era o quarto filho do imperador Go-Kōgon. Sua mãe se chamava Fujiwara no Nakako e era filha de Hirohashi Kanetsuna.
No início de 1371, Ohito foi proclamado príncipe herdeiro; logo após 9 de abril de 1371, seu pai, o Go-Kōgon abdicou em seu favor, assumindo o trono como Go-En'yū, reinando de 1371 a 1382. Até 1374, Go-Kōgon governou como Imperador em Clausura.
Em 24 de maio de 1382 , Go-En'yū abdicou aos 23 anos em favor de seu filho, Go-Komatsu. Em 1392, ocorreu finalmente um acordo de paz entre as duas Cortes, e seu filho Go-Komatsu continuaria como Imperador do Japão. Go-En'yū morreu em 1393, aos 34 anos de idade.